# Улица Браће Радић (Суботицa)
Улица Браће Радић у Суботици је просторно културно-историјска целина и представља ретко очувану карактеристичну грађанску улицу Суботице, организовану према административним мерама и прописима 18. века у Аустроугарској Монархији, са аутентичним типским зградама које су грађене у континуитету од 18. века до данас, као и две цркве, Римокатоличка црква Светог Ђорђа и Евангелистичка црква, обе изграђене почетком 20. века.. Име носи по Јовану и Душану Радићу, познатим суботичким и српским добротворима и задужбионарима с краја 19. и почетка 20. века.

## Историја
Средином 18. века, након развојачења Потиско-поморишке војне границе, Суботица је прикључена Бачбодрошкој жупанији. Град је 1779. године од бечког двора добио колективно племство, са свим правима који из припадности њему проистичу. Добијањем титуле слободног краљевског града Суботица, међу многим подобностима, стиче право и на убирање царина од робе која стиже на њене пијаце. Да би одговорио новом задатку, градски магистрат подиже седам царинарница на улазу главних путева.
Положај града у средини плодне равнице, одредила је аграрни карактер Суботице. Упркос заостајању урбанизација почиње и овде, у овој пољопривредној области јер ојачана аграрна база сада већ може да поднесе и терет урбане изградње. У уобичајеним приликама аграрна област би значила читав низ малих села. Овде се међутим, формира једно крупно село и његов атар великих размера. Град се рађа у језгру великог села. У истовременом процесу, примарна произвођачка популација пољопривредника се у све већем броју и на све дуже време исељава на салаше. Снаге које формирају град су заправо незнатних димензија, што се може објаснити оскудном унутрашњом потрошњом. Овде се спроводи прикупљање пољопривредних производа као и дистрибуција оних намењених за извоз, прерада једног дела тих производа као и дистрибуција увозних артикала. Ту се сабира велики део административних уреда из којих се управља околином. За развој града веома је значајна изградња пружне линије Будимпешта–Београд 1884. године иза кога следи убрзавање развоја, што ће трајати до година уочи Првог светског рата.
Формирање данашње улице Браће Радића, почиње већ у првим годинама после насељавања. Она се протеже у југоисточном делу града. Води уз леву обалу Млаке и повезује центар града са царинарницом на јужном ободу насеља, коју мештани називају Петроварадинском капијом. Најранији назив улице, Петроварадински пут, потиче вероватно из тог периода. Ово име је улица задржала све до друге половине 19. века, а од тада носи име мађарског политичара и револуционара Миклоша Вешелењијa (Wesselényi Miklós) – Wesselenzy ut. После Првог светског рата, када Суботица улази у оквир Краљевине СХС улица добија име по Паји Кујунџићу. Кујунџић је био суботички католички свештеник, који се током друге половине 19. века истакао у борби за буњевачка национална права. После другог светског рата улица поново мења име, сада је названа по браћи Радић, угледним трговцима који су живели крајем 19. века. Јован и Душан Радић су били и велики народни добротвори. Својом задужбином или једноставно једнократним помоћима помагали су најзначајније установе културе и образовања Срба у јужној Угарској, првенствено Матицу српску и Српско народно позориште у Новом Саду, основне школе у Суботици, оближњој Келебији и Александрову, Српску читаоницу у Суботици и друго.

## Одлука о проглашењу за НКД
Одлуком Владе Републике Србије 05 број 633-6732/2019 од 11. јула 2019. године, Улица Браће Радић у Суботици, је проглашена за непокретно културно добро Србије.